# Comuna Apoldu de Jos, Sibiu
Apoldu de Jos, mai demult Apoldul Mic, Apoldul din Jos, Polda Mică (în dialectul săsesc Klipult, Niederspold, în germană Kleinpold, Klein-Pold, Klein-Apolden, în maghiară Kisapold) este o comună în județul Sibiu, Transilvania, România, formată din satele Apoldu de Jos (reședința) și Sângătin.

## Așezare
Comuna Apoldu de Jos este situată în vestul județului Sibiu, în marginea sudică a Podișului Transilvaniei, la limitia de sud-est a Podișului Secașelor, la poalele Munților Cindrelului, în Depresiunea Apoldului, pe valea pârâului Secaș, pe drumul județean 106G Apoldu de Sus - Apoldu de Jos - Miercurea Sibiului.

## Demografie
Componența etnică a comunei Apoldu de Jos
     Români (93,24%)
     Alte etnii (0,25%)
     Necunoscută (6,5%)
Componența confesională a comunei Apoldu de Jos
     Ortodocși (92,06%)
     Alte religii (1,01%)
     Necunoscută (6,93%)
Conform recensământului efectuat în 2021, populația comunei Apoldu de Jos se ridică la 1.184 de locuitori, în scădere față de recensământul anterior din 2011, când fuseseră înregistrați 1.350 de locuitori. Majoritatea locuitorilor sunt români (93,24%), iar pentru 6,5% nu se cunoaște apartenența etnică. Din punct de vedere confesional, majoritatea locuitorilor sunt ortodocși (92,06%), iar pentru 6,93% nu se cunoaște apartenența confesională.

## Politică și administrație
Comuna Apoldu de Jos este administrată de un primar și un consiliu local compus din 9 consilieri. Primarul, Ioan-Florin Barbu[*], de la Partidul Social Democrat, este în funcție din octombrie 2020. Începând cu alegerile locale din 2024, consiliul local are următoarea componență pe partide politice:
|  | Partid                          | Consilieri | Componența Consiliului | Componența Consiliului | Componența Consiliului | Componența Consiliului | Componența Consiliului |
|  | ------------------------------- | ---------- | ---------------------- | ---------------------- | ---------------------- | ---------------------- | ---------------------- |
|  | Partidul Social Democrat        | 5          |                        |                        |                        |                        |                        |
|  | Partidul Național Liberal       | 3          |                        |                        |                        |                        |                        |
|  | Alianța pentru Unirea Românilor | 1          |                        |                        |                        |                        |                        |

## Scurt istoric
Săpăturile făcute de-a lungul timpului au adus dovezi materiale că zona a fost locuită încă din cele mai vechi timpuri, astfel la ieșirea din satul Sângătin s-au găsit materiale arheologice din diferite epoci, neolitic, roman și medieval.
În vatra satului Apoldu de Jos s-au găsit zidurile de piatră în opus incertum ale unor construcții ce conțineau material tegular, cărămizi cu ștampila Legiunii a III-a Gemina, țigle, cărămizi pavimentare , olane și tuburi pentru apeduct. În jurul așezării antice, pe drumul roman ce duce la Apulum au fost identificate urmele unor amplasamente villae rusticae. Pe teritoriul comunei s-a mai descoperit un tezaur monetar format din 206 monede de argint, dintre care 189 denari de la Clodius Albinus la Gardian III și cinci antoninieni de la Trebonianus Gallus.
Pe teritoriul localității Apoldu de Jos a fost semnalată o biserică cu hramul "Sfântului Toma", anul 1384 și o fortificație în jurul bisericii, în anul 1658, când trupele principelui Gheorghe Rákóczi al II-lea ocupă și jefuiesc întregul ansamblu. Apoldu de Jos a aparținut până în anul 1876 de Scaunul Miercurea, unitate administrativă componentă a organismului de administrare al sașilor transilvăneni, numit Șapte Scaune.

## Economie
Economia așezării este una predominant agricolă bazată pe cultura plantelor (cartof și leguminoase), viticultură și creșterea animalelor dar și pe industria de prelucrare primară a lemnului, comerț și agroturism.

## Atracții turistice

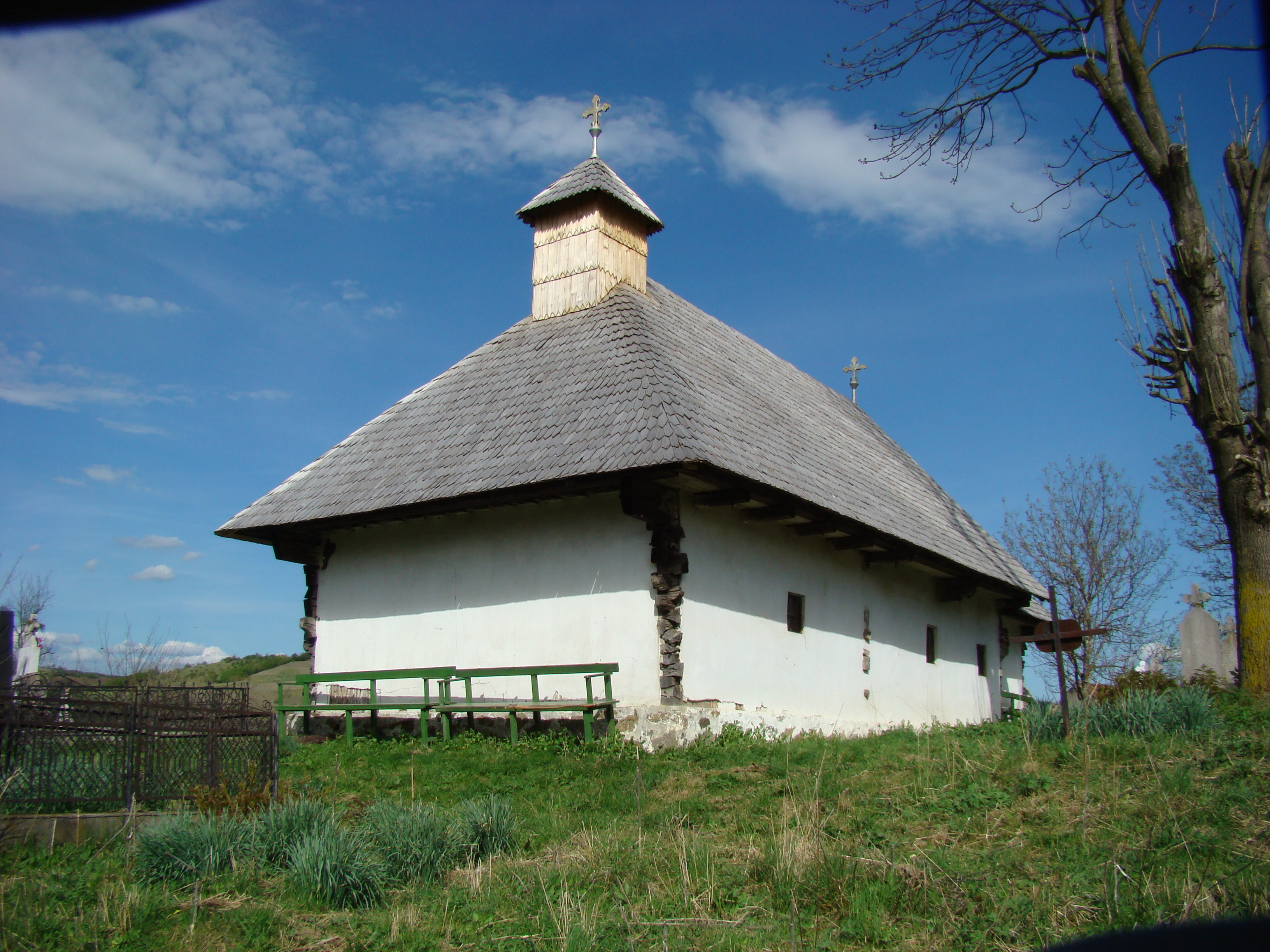
Biserica de lemn din Sângătin

- Biserica Ortodoxă "Buna Vestire", Apoldu de Jos, construită la începutul secolului al XIX-lea, în formă de cruce, cu pronaos, naos și altar, având fiecare propria cupolă sprijinită pe arcade.
- Biserica Ortodoxă de lemn "Sfântul Ioan Evanghelistul", Apoldu de Jos, o inscripție ce desparte naosul de pronaos atestă construcția bisericii ca fiind din secolul al XVIII-lea.
- Biserica Ortodoxă de lemn "Sfinții Arhangheli Mihail și Gavril", Sângătin, construită în secolul al XVII-lea.
- Castrul roman de la Apoldu de Jos
- Valea Sângătinului.

## Primarii comunei
- 1996[8] - 2000 - Lazăr Ioan, de la USD
- 2000[9] - 2004 - Preda Dumitru, de la PUNR
- 2004[10] - 2008 - Nicoară Ioan, de la PNL
- 2008[11] - 2012 - Nicoară Ioan, de la PNL
- 2012[12] - 2016 - Nicoară Ioan, de la USL
- 2016[13] - 2020 - Nicoară Ioan, de la PNL